# Urgons
Urgons ist eine französische Gemeinde mit 242 Einwohnern (Stand: 1. Januar 2022) im Département Landes in der Region Nouvelle-Aquitaine. Sie gehört zum Kanton Chalosse Tursan und zum Arrondissement Mont-de-Marsan.
Sie grenzt im Nordwesten an Bats, im Norden an Saint-Loubouer, im Nordosten an Castelnau-Tursan, im Südosten an Payros-Cazautets, im Südwesten an Arboucave und im Westen an Samadet.

## Bevölkerungsentwicklung
| Jahr      | 1962 | 1968 | 1975 | 1982 | 1990 | 1999 | 2008 | 2017 |
| --------- | ---- | ---- | ---- | ---- | ---- | ---- | ---- | ---- |
| Einwohner | 351  | 324  | 274  | 265  | 261  | 251  | 260  | 252  |